# Juckpulver
Als Juckpulver werden Stoffe bezeichnet, die auf der Haut von Menschen einen Juckreiz verursachen. Es wird als Scherzartikel verwendet.
Es werden verschiedene Pflanzenbestandteile und Chemikalien eingesetzt:
- Die Samenkapsel der in Ostindien beheimateten Juckbohne (Dolichos pruriens oder Mucuna pruriens; Juckfasel). Sie ist auf ihrer Oberfläche mit feinen rotbraunen glänzenden Haaren überzogen und wurde früher in Pulverform bei Lähmungen und als hautreizendes Mittel angewandt.
- Die feinen Härchen an den Kernen in der Hagebutte.
- Getrocknete und zerkleinerte Eihüllen der Wellhornschnecke.
- Gemahlene Glaswolle ist, da gesundheitsschädlich, nicht empfehlenswert.